# In the Lonely Hour
In the Lonely Hour è il primo album in studio del cantautore britannico Sam Smith, pubblicato il 26 maggio 2014 dall'etichetta discografica Capitol Records. 
L'album è stato certificato sei volte platino in Regno Unito, vendendo solo in quel Paese più di un milione di copie. Venne anticipato dai singoli di successo Money on My Mind e Stay with Me; quest'ultimo raggiunse la vetta di oltre 20 paesi mondiali, fra cui gli Stati Uniti d'America. Il terzo estratto, I'm Not the Only One, ha raggiunto la numero tre nella classifica britannica e la numero cinque di quella americana e ha riscontrato un discreto successo in numerosi Paesi europei e oceanici. L'edizione deluxe dell'album raccoglie cinque tracce bonus, fra queste: un inedito in acustica del brano Latch dei Disclosure registrato da solista e la collaborazione in La La La di Naughty Boy, anch'esso singolo di forte impatto globale.
Il 6 dicembre 2014 sono state annunciate le nomination ai Grammy Awards 2015 e In the Lonely Hour si è procurato varie candidature, trionfando infine nella categoria miglior album pop vocale. Ha venduto globalmente circa 12 milioni di copie.

## Critiche
Harriet Gibsone autrice per la rivista The Guardian ha firmato una recensione non pienamente positiva: "l'anno scorso, Sam Smith aveva dichiarato al The Observer di aver voluto scrivere un album per coloro che non sono mai stati innamorati. Per non averlo mai provato di persona, è stato molto appassionato nel dar voce a quei derelitti. Nonostante il suo album di debutto ci sguazzi a pieno nella tristezza, dimentica che il vero dramma è molto più del fare rima tra le parole dolore e pioggia - è infatti anche un'emozione rabbiosa, instabile. Dove l'LP sbaglia è nel suo accomodamento: Smith ha una voce bella, espressiva ma non ha abbastanza brutalità per "farne un Adele" né abbastanza vacuità per emulare Frank Ocean".

## Tracce
1. Money on My Mind – 3:12
2. Good Thing – 3:21
3. Stay with Me – 2:52
4. Leave Your Lover – 3:08
5. I'm Not the Only One – 3:59
6. I've Told You Now – 3:30
7. Like I Can – 2:47
8. Life Support – 2:53
9. Not in That Way – 2:52
10. Lay Me Down – 4:13

Edizione Deluxe
1. Restart – 3:52
2. Latch (Acoustic Version) – 3:43
3. La La La (Naughty Boy feat. Sam Smith) – 3:40
4. Make It to Me – 2:40

Tracce bonus di Google Play
1. In the Lonely Hour (Acoustic) – 2:54
2. Nirvana (Acoustic) – 3:45

Tracce bonus di Target
1. Restart – 3:52
2. Latch (Acoustic Version) – 3:43
3. La La La (Naughty Boy feat. Sam Smith) – 3:40
4. Reminds Me of You – 3:14
5. Stay with Me (featuring Mary J. Blige) – 2:52
6. In the Lonely Hour (Acoustic)

In the Lonely Hour (Edizione Drowning Shadows) - tracce bonus
1. Restart – 3:52
2. Latch (Acoustic) – 3:43
3. La La La (Naughty Boy feat. Sam Smith) – 3:40
4. Make It to Me – 2:40
5. Drowning Shadows – 4:13
6. Love Is a Losing Game – 2:57
7. Nirvana – 3:22
8. How Will I Know – 3:52
9. Omen (Acoustic) – 3:25
10. Latch (feat. Disclosure) (Live from Madison Square Garden) – 8:06
11. Stay with Me (Darkchild Remix feat. Mary J. Blige) – 2:53
12. I'm Not the Only One (Remix featuring ASAP Rocky) – 3:43
13. Lay Me Down (Red Nose Version) (feat. John Legend) – 3:39